# Pervolákia
Pervolákia, en grec moderne : Περβολάκια, est un village du dème de Kissamos, dans le district régional de La Canée, de la Crète, en Grèce. Selon le recensement de 2011, la population de Pervolákia compte 63 habitants. Le village est situé à une altitude de 200 m et à une distance de 40 km de La Canée.

## Recensements de la population
| Recensements | 1900 | 1920 | 1928 | 1940 | 1951 | 1961 | 1971 | 1981 | 1991 | 2001 | 2011 |
| ------------ | ---- | ---- | ---- | ---- | ---- | ---- | ---- | ---- | ---- | ---- | ---- |
| Population   | 177  | 190  | 109  | 206  | 202  | 100  | 72   | 71   | -    | 63   | 63   |